# 威廉二世 (荷蘭伯爵)
荷蘭的威廉（德語：Wilhelm von Holland，1227年2月—1256年1月28日），荷蘭伯爵（稱威廉二世），1247年被選為德國對立國王。

## 生平

### 早年
荷蘭伯爵弗洛里斯四世與其妻子布拉班特的瑪蒂爾德的長子及繼承人。當他的父親於1234年在科爾比的一場比武中被殺，威廉只有7歲，由他的叔父烏得勒支主教奧托三世成為監護人。
威廉在他的舅舅布拉班特公爵亨利二世和科隆大主教康拉德·馮·霍赫斯塔登的幫助下，在神聖羅馬皇帝腓特烈二世被教皇英諾森四世宣告絕罰以及出身图林根公国的對立國王亨利·拉斯佩逝世後，威廉於1247年當選為羅馬人的國王（即德意志國王），並與神聖羅馬皇帝腓特烈二世及其子康拉德四世對立。
翌年，威廉決定將他父親的狩獵住處擴建到一座符合他新身份的宮殿。這後來被稱為荷蘭國會議事堂（內庭），是海牙的開端。與此同時，經過五個月的圍攻，威廉圍困亞琛六個月，然後從腓特烈二世的追隨者手中奪取了它。這樣他才能被科隆大主教康拉德加冕為國王。1252年1月25日與韋爾夫家族不倫瑞克-呂訥堡公爵奧託的女兒伊麗莎白結婚後，他獲得了一些德意志諸侯空談的支持。同年3月25日，他在不倫瑞克第二次當選成為羅馬人的國王。支持他的選舉侯包括科隆、美因茨和特里爾大主教、勃蘭登堡藩侯和薩克森公爵。但同時將巴伐利亞公爵兼萊茵-普法爾茨伯爵的奧托二世排除在選舉之外，理由是作為康拉德四世的支持者，他被絕罰逐出教會。選舉結束後，波希米亞國王派大使表示同意此選舉結果。儘管“威廉既沒有勇氣也沒有俠義品質……他的權力從未超出萊茵地區”，但威廉仍然當選。
在他的家鄉，威廉與佛蘭德斯女伯爵瑪格麗特二世爭奪澤蘭的控制權。作為羅馬人民的國王，他自封為澤蘭伯爵。1253年7月，他在韋斯特卡佩勒（今於比利時）擊敗法蘭德斯軍隊，一年後才停火，他的反法蘭德斯政策惡化了他與法國的關係。從1254年直到他去世為止，他與西弗里斯兰人進行了多次戰爭，他在海姆斯凱爾克和哈勒姆建造一些堅固的城堡，並開闢道路為了與弗里斯蘭人進行戰爭。
威廉授予哈勒姆、代爾夫特、斯赫拉芬赞德和阿爾克馬爾城市權。根據當代的年鑑，1255年11月10日，威廉“取消了被稱為 Pfahlbürger 的公民的權利，除了其他限制之外，沒有一個城市被允許擁有或接收他們”；後來一位法學家補充說，Pfahlbürgers 其實是“沒有居住在城市的公民”。

## 婚姻和子嗣
威廉於1252年與不倫瑞克-呂訥堡公爵奧托之女不倫瑞克-呂訥堡的伊麗莎白結婚。他們有一個兒子弗洛里斯五世 (1254年–1296年)。

## 逝世
1256年1月28日，在霍格伍德附近的戰鬥中，因為他迷路，威廉試圖獨自穿越一個結了冰的湖，但他的座騎從結冰的湖面跌落。在這個脆弱的位置，威廉被佛蘭德斯人趁機殺死，他們將威廉秘密地埋在一所房子的地板下。26年後，威廉的兒子弗洛里斯五世找回他的屍體，并對西佛蘭德斯人進行可怕的報復。威廉隨後被埋葬在米德爾堡。當代資料，包括梅利斯·斯托克的編年史，將威廉描繪成亞瑟王般的英雄。威廉的金色雕像可以在海牙的內庭（Binnenhof）（荷蘭國會議事堂的內院）找到。